# George Coșbuc
George Coșbuc (Coșbuc, 20 settembre 1866 – Bucarest, 9 maggio 1918) è stato uno scrittore romeno.

## Biografia
Esordì con la raccolta Ballate ed Idilli (1893) e con Fili di matassa (1896) per poi ottenere la celebrità con Diario di un perdigiorno (1902).
Fu detto "il poeta contadino" poiché descrisse tranquille scene di vita nella campagna rumena, spesso messe in musica. A lui dobbiamo inoltre una traduzione poetica della Commedia dantesca (1925)